# Майя (горы)
Горы Майя, Горы Мая (исп. Montañas Mayas) — горный хребет в Белизе и восточной Гватемале.
Расположен между Петенским бассейном с запада и побережьем Карибского моря с востока. С севера и востока хребет резко обрывается к прибрежной равнине. С западной стороны плавно переходит в плато Вака, которое, как и хребет, сильно изрезано реками. Протяжённость — 115 км, высочайшая точка — гора Дойлс-Делайт, 1124 м, вторая по высоте — Виктория-Пик 1120 м.
Название происходит от народа майя, представители которого укрылись в горах от испанцев. У подножий хребта располагаются руины важных городов цивилизации Майя, включая Лубаантум, Ним-Ли-Пунит, Каал-Печ и Чаа-Крик. Наиболее крупный из заповедников, расположенных на хребте, называется заповедник живой природы Кокскомб-Бэйсин.